# Vorwerk (azienda)
La Vorwerk SE & Co. KG, semplicemente Vorwerk, è un'azienda tedesca fondata nel 1883 con sede a Wuppertal. La sua attività principale è costituita dalla distribuzione diretta di prodotti per la casa ed elettrodomestici.

## Società
Compresi i rappresentanti di commercio, l'impresa familiare, che è gestita come una società in accomandita, impiega quasi mezzo milione di persone in oltre 60 paesi in tutto il mondo (dati 2005). Per l'anno 2005, la società ha conseguito ricavi per 1772000000 €, e, insieme al gruppo AFK associato, ha ottenuto un volume d'affari pari a 2181000000 €. I profitti, come da tradizione aziendale, non sono stati pubblicati.

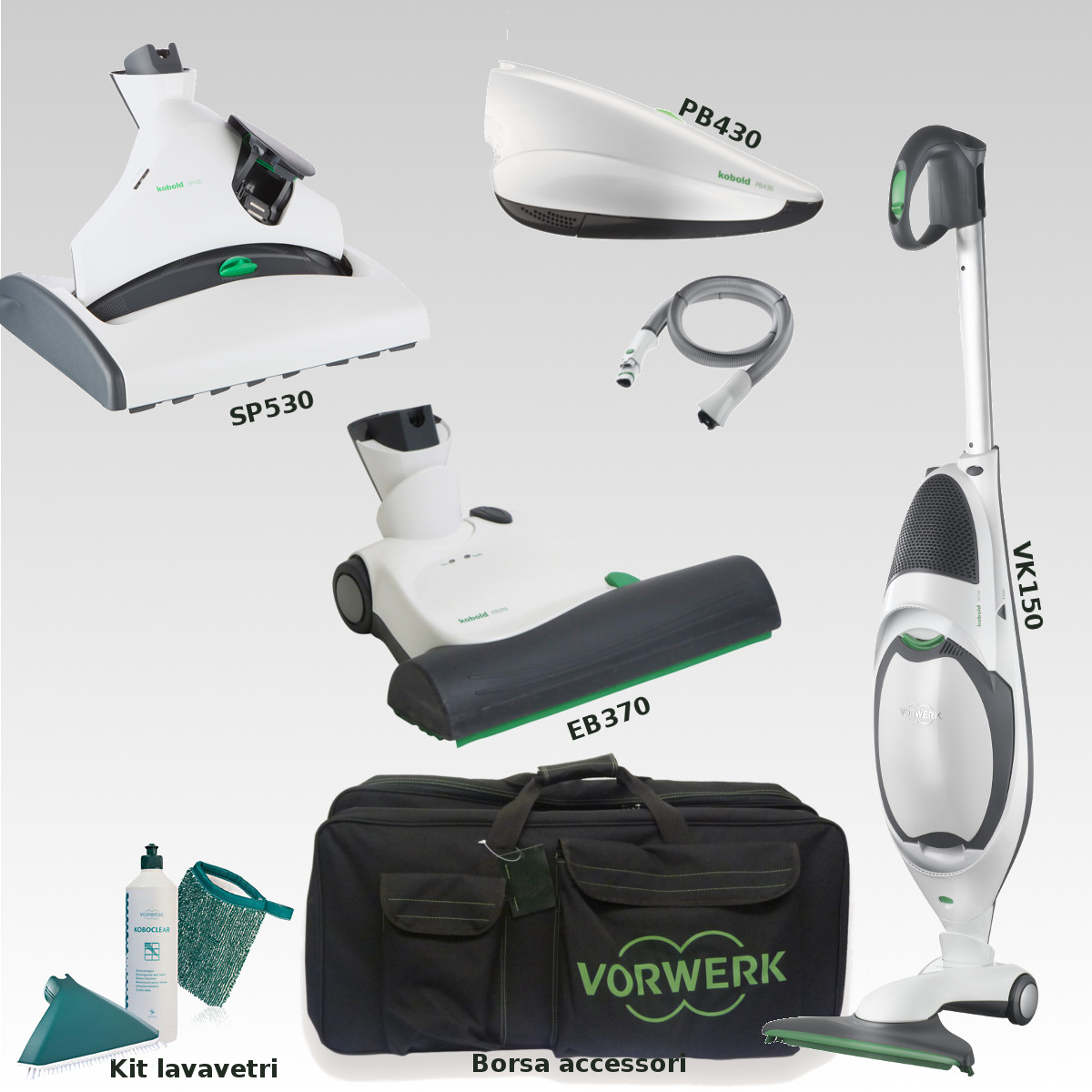
Sistema Folletto VK150 Vorwerk

I prodotti più rappresentativi sono l'aspirapolvere Folletto e il robot da cucina Bimby (conosciuti, al di fuori dell'Italia, rispettivamente con il nome di Kobold e Thermomix).

## Voci correlate

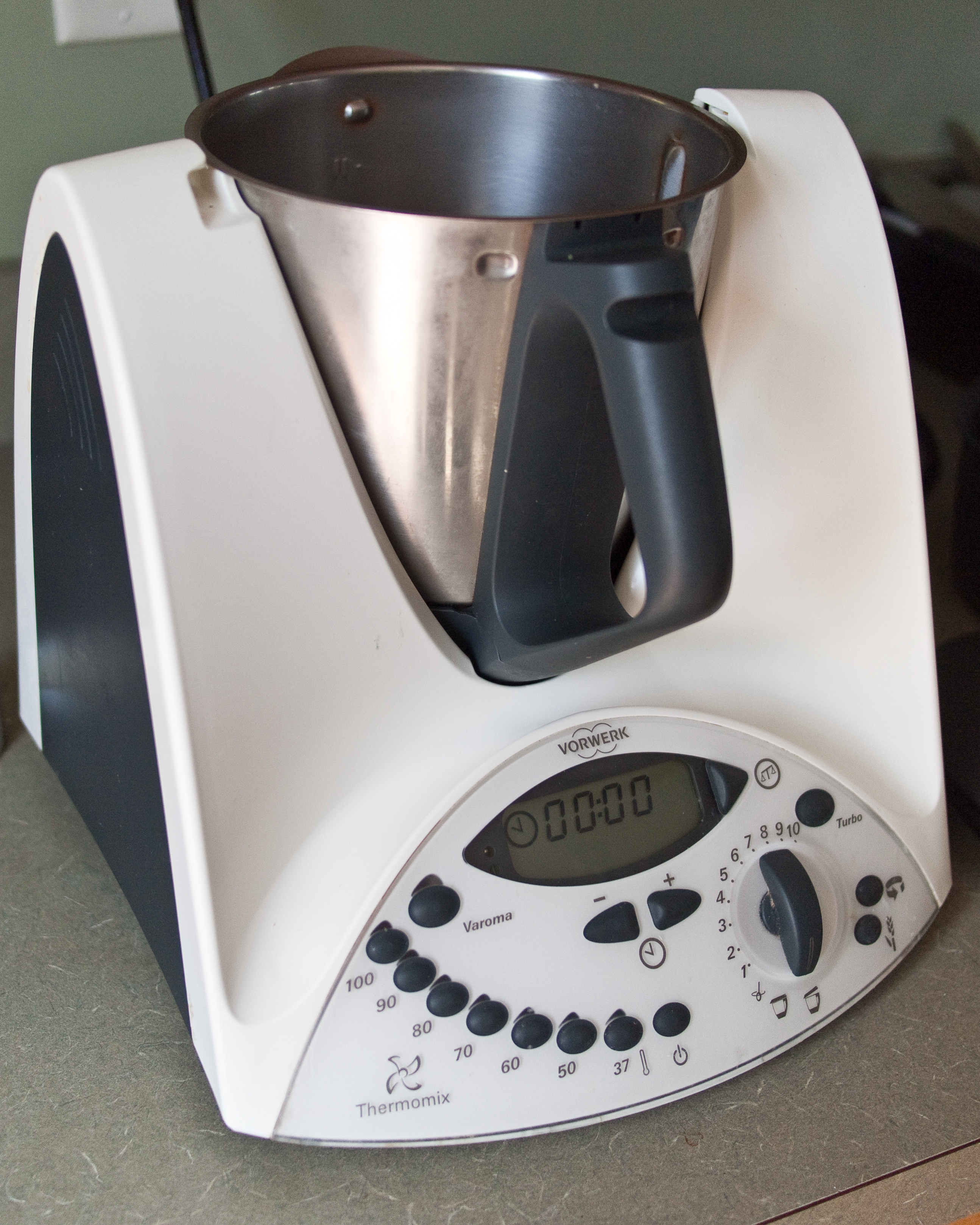
Un Bimby, all'estero conosciuto come Thermomix